# Ignacio Garriga Vaz da Conceição
Ignacio Garriga Vaz da Conceição   (Sant Cugat del Vallès, 4 de febrer de 1987) és un polític i odontòleg català, actual secretari general de l'organització d'extrema-dreta Vox, des de l'octubre de 2022.
Abans ha estat portaveu del comitè executiu nacional de Vox. El 2019 va ser presentat com a candidat de Vox per Barcelona a les eleccions generals espanyoles de 2019 del 28 d'abril. Pare de família nombrosa i el menor de cinc germans, ha estat professor a la Facultat d'Odontologia de la Universitat Internacional de Catalunya.

## Biografia
Ignacio Garriga, nascut a Sant Cugat del Vallès, és el segon dels dos fills del matrimoni entre Rafael Garriga Kuijpers i Clotilde Vaz de Concicao Morlay i és pare de quatre fills.
La mare d'Ignacio, Clotilde, que era descendent de pare portuguès, va néixer el febrer de 1947 a Guinea Equatorial quan encara era una colònia espanyola. Per tant, administrativament va néixer amb la nacionalitat. Els pares de Clotilde tenien un supermercat a Malabo, però després de la mort de Pablo, pare de Clotilde i avi de Garriga, la seva mare Mercedes envià Clotilde i els seus set fills a viure a Barcelona. El pare d'Ignacio Garriga, Rafael Garriga Kuijpers, provenia d'una família molt vinculada amb la política i que havien estat involucrats en organitzacions nacionalistes flamenques com Vlaams Economisch Verbond.
Tot i que Garriga afirma té el català com a llengua materna, es considera castellanoparlant completament.
Ha impartit xerrades al Club Empel de Barcelona, successor del Casal Tramuntana, punt de trobada de jovent d'ideologia d'extrema dreta a Barcelona.

### Trajectòria política
Militant del Partit Popular des de 2005, abandonà però l'organització el 2010 per desacords sobre la postura del partit quant al matrimoni homosexual, l'avortament, la unitat espanyola i la immigració. Garriga ingressà llavors a Vox el 2014. Els motius, però de la seva marxa del Partit Popular també es degueren a disputes amb el llavors lideratge del partit per part d'Alicia Sánchez-Camacho i a un intent de cop d'estat intern a la secció local de Sant Cugat.
Entrà de diputat a les Corts Generals, a la xiii legislatura d'Espanya, després de formar part en la capçalera de la llista de Vox a la província de Barcelona a les eleccions del 28 d'abril de 2019 i sortir-ne elegit. Es reafirmà la seva elecció al mateix escó, repetint com a primer de les llistes de Vox a Barcelona, a les Eleccions Generals d'Espanya el novembre de 2019, formant part de la XIV Legislatura.
Fou designat pel seu partit com a candidat a la presidència de la Generalitat de Catalunya de cara a les Eleccions al Parlament de Catalunya de 2021.
L'octubre de 2022 fou nomenat secretari general de Vox, després que Abascal rellevés a Ortega-Smith per tancar la polèmica sorgida arran de la marxa de Macarena Olona del Partit.

## Posicionaments
Tot i la postura contrària a la immigració il·legal per part del seu partit polític, Garriga ha fet comentaris de suport als immigrants a Espanya, ja que ell mateix es considera d'ascendència immigrant, tot i que també dona suport a la deportació obligatòria d'immigrants il·legals. A més, Ignacio Garriga ha afirmat que Vox és un partit polític humanista i cristià. Garriga s'identifica «orgullosament» com català, i està fortament en contra del moviment independentista a Catalunya.